# Albatros (groupe)
Les Albatros sont un groupe de musique pop italien créé en 1974 par Toto Cutugno après ses premières tentatives avec les groupes Ghigo e i Goghi puis Toto e i Tati (avec lequel il a contribué au festival Un disco per l'estate 1970 (it)).

## Biographie
Après avoir signé un contrat d'enregistrement avec Carosello Records (it) et la production de Vito Pallavicini, le groupe sort en 1975 son premier titre important, Africa, qui connaît un succès certain, notamment en France avec son adaptation pour Joe Dassin (l'Été indien), et qui entrera dans le répertoire solo de Toto Cutugno.
En 1976, les Albatros se classent troisièmes au Festival de Sanremo avec Volo AZ 504 qui, dans la version enregistrée, présente Silvia Dionisio en tant que narratrice. La chanson, fortement anti-avortement (elle le quitte parce qu'il l'a incitée à avorter et commence par la fuite du titre), crée la polémique dans la période « chaude » que sont les années 1970 (deux ans plus tard, l'IVG sera légalisée en Italie par loi n° 194/1978, soit trois ans après la France), mais s'est également révélée être un succès international. La chanson sera adaptée en France sous le titre Les Oiseaux de Thaïlande interprétée par Ringo en 1976.
L'année suivante, après que toute la section de cuivres d'un autre groupe — Palladium — de la même maison de disques a rejoint la formation, ils réitèrent leur participation à Sanremo avec Gran Premio qui raconte les sensations d'un chauffeur essayant de rassurer son partenaire sur son travail téméraire. La chanson a été écrite par Toto Cutugno en s'inspirant de l'histoire vraie d'un de ses amis pilote de Formule 3 qui a eu un grave accident. Ils enregistrent également Oui, bon d'accord, un titre instrumental avec un chœur de voix féminines qui servira de thème musical à l'émission télévisée italienne sur le football Eurogol.
En 1978, le groupe se dissout. Toto Cutugno se lance dans une brillante carrière solo tandis que Mario Limongelli fonde quelques années plus tard la maison de disques NAR International et Losito et Trama poursuivent leur carrière musicale en intermittents. Massimo Viganò, membre de la première formation, se produit toujours avec d'autres musiciens sous la dénomination d’Albatros.

## Membres
- Toto Cutugno (1943-2023) : voix, guitare, piano
- Lino Losito : guitare
- Mario Limongelli : claviers
- Nicola Cricelli : batterie
- Giuseppe Pietrobon : basse
- Mau Cristiani : guitare, chœurs
- Massimo Viganò : guitare, chœurs (1974-1976)
- Silvano Calefato : guitare, percussions (depuis 1977)
- Gianangelo Calefato : saxophone, claviers (depuis 1977)
- Pietro Cardazzo : trompette, percussions (depuis 1977)
- Gilberto Trama (1947-2018) : saxophone, flûte traversière (1977-2018)
- Giulio Caliandro : basse
- Cesare Capone : batterie
- Daniele Albarello-La Bassée : batterie

## Discographie italienne

### 45 tours
- 1975 : Africa/Ha-ri-ah (Carosello CI 20397)
- 1976 : Volo AZ 504/Marieneige (Carosello CI 20410)
- 1976 : Nel cuore nei sensi/L'albatros (Carosello CI 20427)
- 1977 : Gran Premio/Gran Premio (instrumental) (Carosello CI 20440)
- 1977 : Stop-Stop Violence/Oui, bon d'accord (Carosello CI 20457)
- 1978 : Santamaria de Portugal/La mia isola (Carosello CI 20461),

## Discographie étrangère

### Album
- 1978 : Santamaria de Portugal (publié aux Pays-Bas)

### 45 tours
- 1976 : Flight AZ 504/Volo AZ 504 (publié en Allemagne)
- 1976 : Volo AZ 504 (les oiseaux de Thaïlande) (publié en France)
- 1976 : Volo AZ 504/Africa (publié en Argentine)
- 1976 : Tema de Albatros/Marieneige (publié au Mexique)

### Adaptations
- L'Été indien (1975) de Joe Dassin, adaptation d’Africa.
- Voici les clés (1976) de Gérard Lenorman, adaptation de Nel cuore nei sensi.
- Les Oiseaux de Thaïlande (1976) de Ringo, adaptation de Volo AZ 504.
- Il était une fois nous deux (1976) de Joe Dassin, adaptation de Monja Monja.
- Le Jardin du Luxembourg (1976) de Joe Dassin, adapté ensuite pour Albatros en Quindici minuti di un uomo (titre absent de l’album).